# Araitz
Araitz (spanisch Araiz) ist eine aus zahlreichen Dörfern und Weilern bestehende Gemeinde (Municipio) mit 520 Einwohnern (Stand: 2024) im baskischsprachigen Norden von Navarra in Spanien. Die Gemeinde besteht aus den Ortschaften Arriba (Etxaleku), Atallo, Azcárate, Gaínza, Inza und Uztegui. Der Verwaltungssitz befindet sich in Arriba.

## Lage
Araitz liegt etwa 38 Kilometer südlich von Donostia-San Sebastián und etwa 52 Kilometer nordwestlich von Pamplona in einer durchschnittlichen Höhe von 230 m. 

## Kultur und Sehenswürdigkeiten
- Michaeliskirche in Arribe
- Stephanuskirche in Azkarate

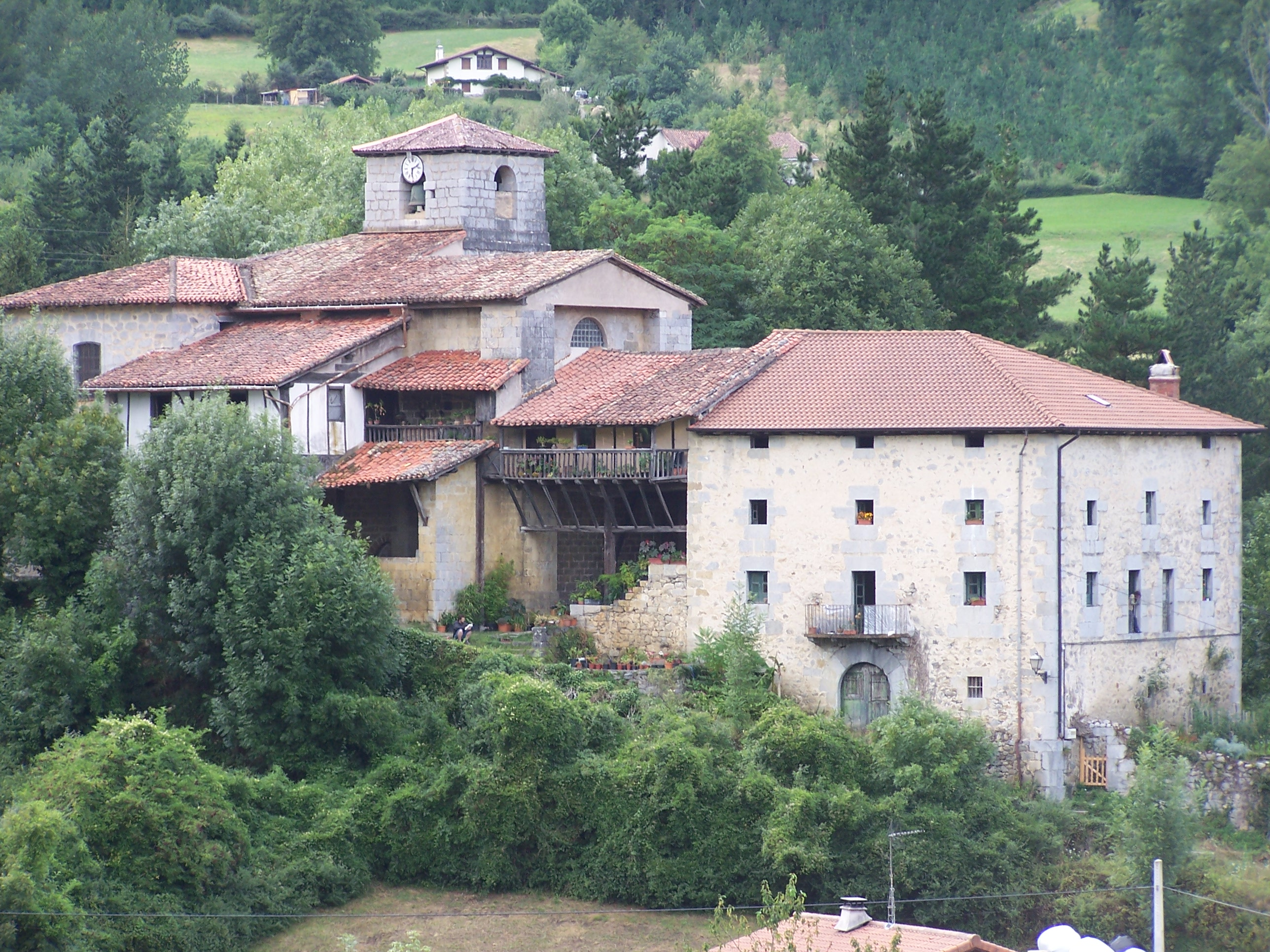
Michaeliskirche
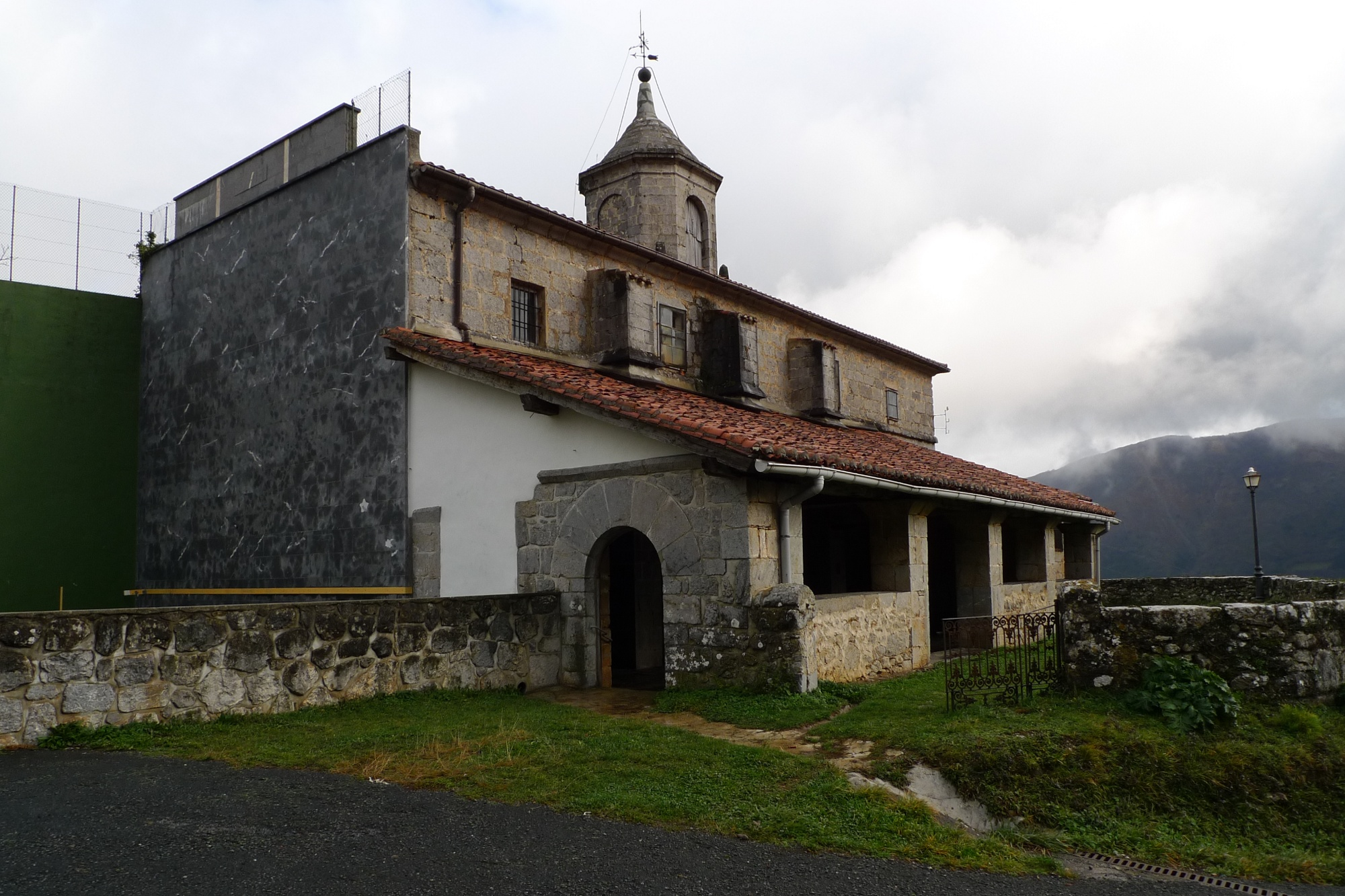
Stephanuskirche